# قصر عين الشعير
قصر عين الشعير هو قصرٌ (قريةٌ محصنة) في المغرب، يقعُ في منطقة الجهة الشرقية.